# Jules Pélissié
Pour les articles homonymes, voir Pélissié.
Ne doit pas être confondu avec Jules Pélissier.
Jules Pélissié, peut-être un des pseudonymes de Victorien Sardou, est un auteur dramatique français du XIXe siècle.

## Biographie
Jules Pélissié est connu pour des pièces de théâtre dont le but n'était pas de divertir mais de défendre la morale. Si les interventions dans ses pièces de Victorien Sardou sont démontrées, celui-ci ne signait pas les œuvres. Le chercheur Guy Ducrey pense que Jules Pélissié ne serait qu'un des pseudonymes de Sardou, information reprise par Kurt Gänzl dans The Encyclopedia of the Musical Theatre, mais ces dires ne sont confirmés par aucune preuve.

## Œuvres
- 1861 : L'Homme aux pigeons, vaudeville en un acte, avec Victorien Sardou, théâtre des Variétés, 12 mai
- 1861 : Chez Bonvalet, folie-vaudeville en un acte, avec Hippolyte Lefebvre, théâtre Déjazet, 15 décembre
- 1865 : Les Ondines au champagne, folie aquatique en un acte, avec Charles Lecocq et Hippolyte Lefebvre, Folies-Marigny, 5 septembre
- 1866 : Les Cinq francs d'un bourgeois de Paris, comédie-vaudeville, avec Dunan Mousseux et Victorien Sardou, Théâtre des Folies-Dramatiques, 26 février